# Двоцвет
Двоцвет је јунак романа о Дисксвету, Терија Прачета и први је туриста на Дисксвету, који је дошао са противтежног континента, како би упознао остатак Дисксвета. Када се вратио кући о својим пустоловинама је написао књигу. Карактеристичан је по томе што носи наочале (због чега га још зову и четверооки) и зубну протезу. Приликом својих туристичких пустоловина (у прве двије књиге о Дисксвету-Боја магије и Светлост чудесног) има за пратиоце чудновати Пртљаг и пропалог чаробњака Ринсвинда.